# Образование в Албания
Образованието в Албания е разделено на няколко нива: първо (основно), второ (средно), трето и четвърто ниво. 93% от населението над 9-годишна възраст е грамотно.
Основното образование в страната е задължително и продължава 8 години, като повечето ученици продължават обучението си най-малко до средно образование. Те завършват образованието си с изпити в края на 8 клас и в края на 12 клас.
В цяла Албания броят на училищата е около 5000. Повечето училища са държавни и се финансират от правителството, но неотдавна са отворени и частни училища.
Учебната година е разделена на 2 учебни срока; обикновено започва през септември или октомври и свършва през юни, като е включена зимна почивка от 2 или 3 седмици. Учебната седмица започва от понеделник и приключва в петък.
Нива:
- предучилищно образование (çerdhe или kopësht): 1-4 години
- основно образование (9-vjeçare): 9 години (8 години преди 2005)
- средно образование:
  - общо (e mesme или gjimnaz): 3 години
  - професионално или техническо (teknike): 2-5 години
- образование от трето ниво:
  - първа степен (e lartë): 4-5 години
  - следваща степен: 1-3 години
- образование от четвърто ниво (doktoratë): 3 години